# Selca kod Bogomolja
Selca kod Bogomolja falu Horvátországban, Hvar szigetén. Közigazgatásilag Sućurajhoz tartozik.

## Fekvése
Splittől légvonalban 66 km-re délkeletre, Makarskától 19 km-re délre, Jelsától légvonalban 30, közúton 39 km-re keletre, községközpontjától légvonalban 9, közúton 12 km-re nyugatra, a Hvar sziget keleti részén fekszik. Településrészei Jerkovići (ahol étterem is van), Zaglav és Marinja Glavica. Mivel itt a sziget már nagyon összeszűkül, az északi és a déli oldalon is számos öböl tartozik hozzá. A falutól délre találhatók a Kozja-, a Duboka-, a Leprinova- és az Aržišće-, míg északra a Moševčica-öböl.

## Története
A települést a 16. században népesítették be a szárazföld belsejéből a török invázió elől a makarskai riviérához tartozó Živogošćén át ide menekült horvátok. Területe a Velencei Köztársaság fennhatósága alá tartozott. A velencei uralomnak 1797-ben vége szakadt és osztrák csapatok vonultak be Dalmáciába. 1806-ban a sziget az osztrákokat legyőző franciák uralma alá került, de Napóleon lipcsei veresége után újra az osztrákoké lett. 1880-ban 51, 1910-ben 138 lakosa volt. 1918-ban az új szerb-horvát-szlovén állam, majd később Jugoszlávia része lett. A II. világháború után a szocialista Jugoszláviához került. 1991-től a független Horvátország része. 2011-ben 6 lakosa volt. 

## Népesség
| Lakosság változása | Lakosság változása | Lakosság változása | Lakosság változása | Lakosság változása | Lakosság változása | Lakosság változása | Lakosság változása | Lakosság változása | Lakosság változása | Lakosság változása | Lakosság változása | Lakosság változása | Lakosság változása | Lakosság változása | Lakosság változása |
| ------------------ | ------------------ | ------------------ | ------------------ | ------------------ | ------------------ | ------------------ | ------------------ | ------------------ | ------------------ | ------------------ | ------------------ | ------------------ | ------------------ | ------------------ | ------------------ |
| 1857               | 1869               | 1880               | 1890               | 1900               | 1910               | 1921               | 1931               | 1948               | 1953               | 1961               | 1971               | 1981               | 1991               | 2001               | 2011               |
| 0                  | 0                  | 51                 | 75                 | 74                 | 138                | 137                | 120                | 92                 | 94                 | 72                 | 53                 | 47                 | 9                  | 7                  | 6                  |

(1857-ben és 1869-ben lakosságát a szomszédos Bogomoljéhez számították.)

## Gazdaság
A lakosság hagyományosan mezőgazdasággal, valamint szőlő- és olívatermesztéssel foglalkozik. A települést örökzöld növények övezik, melyek közül a leggyakoribb a levendula. Ebből is állítanak elő olajat, melyet a többi termékkel együtt a sziget útjain árulnak. 